# 150 milligrammi
150 milligrammi (La fille de Brest) è un film francese del 2016 diretto da Emmanuelle Bercot.
Il film è basato sulla storia vera della pneumologa francese Irène Frachon, diventata nota per le sue indagini sui gravi effetti collaterali e sulle morti attribuite al Mediator, un farmaco venduto come antidiabetico, prodotto da Laboratoires Servier e ritirato dal commercio francese nel 2009. In particolare il film si basa sul libro Mediator 150 mg, scritto dalla stessa Irène Frachon.